# Fosa de las Kuriles

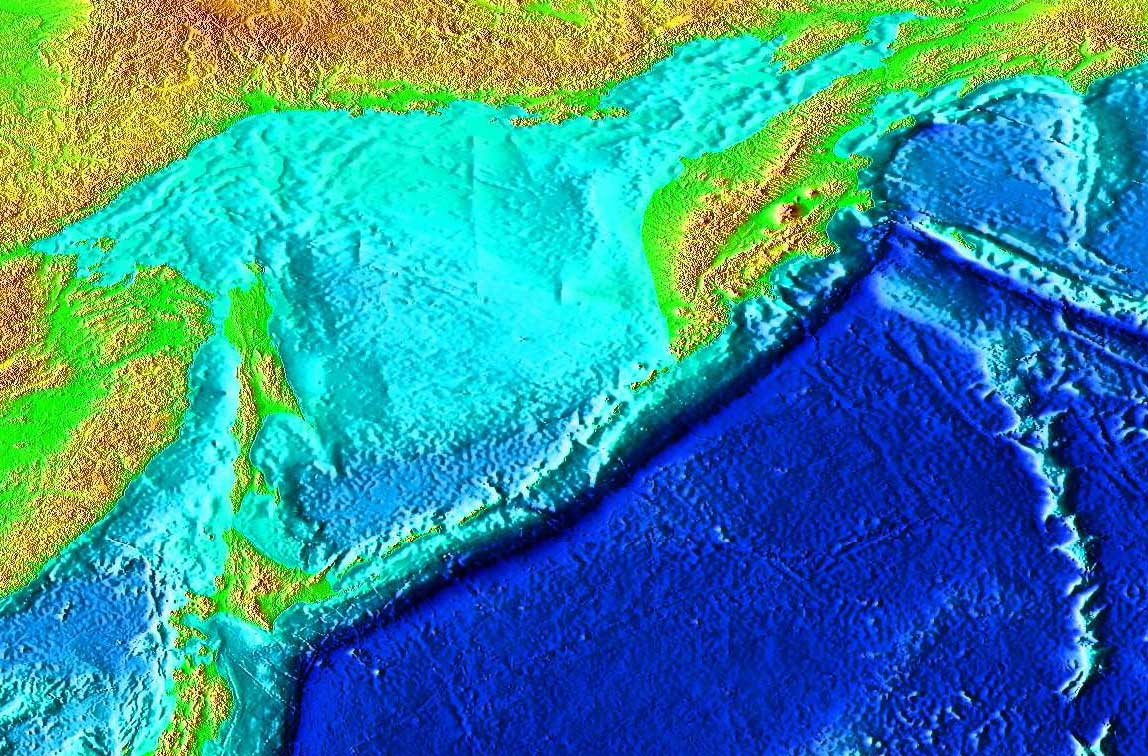
Imagen satelital de la fosa de las Kuriles.

La fosa de las Kuriles, también conocida como fosa de Kuril-Kamchatka, es una fosa oceánica, una de las depresiones más profundas del planeta, con unos 10 542 m de profundidad máxima. Se sitúa en el Pacífico Noroccidental, al este de las islas Kuriles, la isla japonesa de Hokkaido y la península rusa de Kamchatka. Se extiende a lo largo de unos 2900 km en dirección norte-sur en forma de arco.
Su formación y el arco de islas asociadas, ha tenido lugar por la subducción de la placa del Pacífico bajo la placa Euroasiática.
- Datos: Q118525
- Multimedia: Kuril Trench / Q118525